# 北澤俊美
北澤 俊美（きたざわ としみ、1938年〈昭和13年〉3月6日 - ）は、日本の政治家。政治団体「新政信州」代表。
参議院議員（4期）、防衛大臣（第7・8代）、参議院国土交通委員長、参議院外交防衛委員長、参議院懲罰委員長、参議院国家基本政策委員長、民主党副代表・倫理委員長・参議院幹事長、長野県議会議員（5期）などを歴任した。
父は長野県議会議員を務めた北澤貞一。

## 来歴・人物

### 生い立ち
長野県長野市生まれ。長野県屋代高等学校、早稲田大学法学部卒業。早大卒業後、衆議院議員秘書を経て、1975年に自由民主党公認で長野県議会議員選挙に立候補し、初当選。県議を17年にわたり務める。

### 参議院議員
1992年、県議を5期目の任期途中で辞職。第16回参議院議員通常選挙に長野県選挙区から自民党公認で立候補し、初当選した。同年の東京佐川急便事件で竹下派が分裂し坂野重信・青木幹雄・藤井孝男ら参院幹部が小渕恵三支持に回ったのに対し北澤は先輩議員の永野茂門、田村秀昭らとともに羽田派に参加。翌年、同じ長野県選出の羽田孜に従い、自民党を離党し新生党結党に参加。1994年、羽田内閣で農林水産政務次官を務める。同年末、新進党結党に参加する。
しかし、新進党内では徐々に第2代党首の小沢一郎への反発が強まり、1996年末、羽田や北澤ら13人が新進党を離党し、太陽党を結成する。その後、1997年末の新進党解党により誕生した元首相細川護熙らのフロム・ファイブ、鹿野道彦や岡田克也、原口一博ら国民の声が合併し1998年に民政党を結成するが、間もなく民政党は旧民主党に合流し、新たに民主党が結成された。
2000年5月30日、森喜朗首相が「日本国は天皇中心にしている神の国であることを国民に承知していただく」と発言したことについて「明確な憲法違反、憲法否定であり、内閣総理大臣としての資格と資質を全く欠いたものである」とし、日本共産党、社会民主党と一緒に問責決議案を提出し、賛成討論を行った。また、「昨年の国旗・国歌法制定や昭和の日をめぐる動きをみると、自民党の思想的背景がかいま見える。21世紀の日本にとって危険な兆候であり、議会としてしっかりした対応をとるべきだと考えた」と意義を強調した。
2007年9月、参議院外交防衛委員長に就任。
2009年7月14日、麻生太郎首相を「内閣総理大臣に不可欠な指導力、決断力、実行力のいずれに欠落し、国民に失望感のみ残したのが実情」と糾弾し、「解散時期のブレ、定額給付金をいったんはさもしいとまで言いながら結局受け取ったこと、党役員人事断念、日本郵政の西川社長を切らずに鳩山総務相を切ったこと、官僚任せ・好き放題の経済対策など」を理由に問責決議案を提出し、賛成討論を行った。また「あなたの人生最大の失敗は首相になったこと、いや首相になりたいという野望に取りつかれたことかもしれない。塩野七生は『虚栄心とは他者から良く思われたい心情であり、野心とは何かをやり遂げたい意志である』と言っている。（麻生は）首相になったとたんに野心を捨てて虚栄心だけの人になってしまったのではないか」と述べ、首相失格であると重ねて糾弾した。

### 鳩山・菅内閣

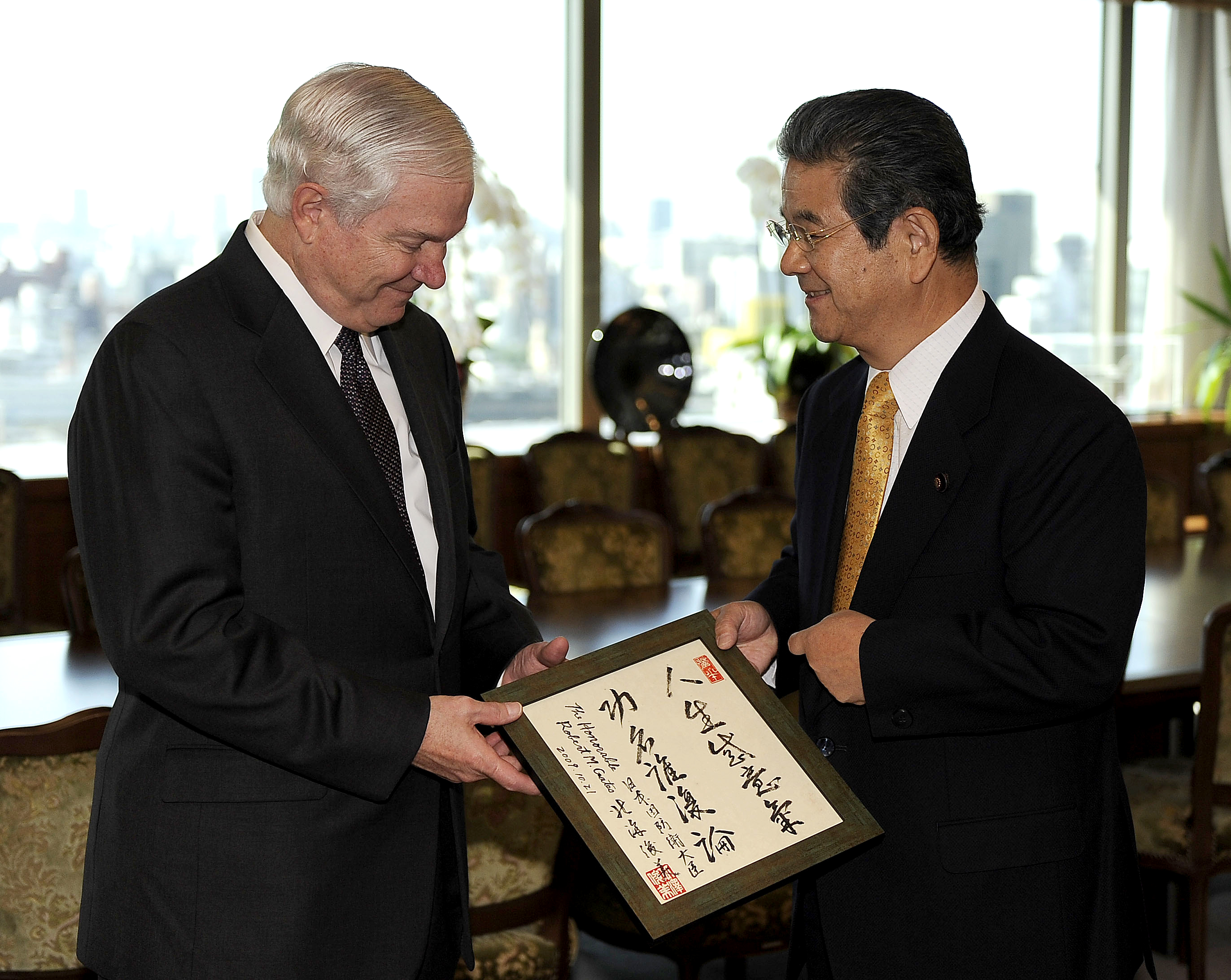
2009年10月21日、アメリカ合衆国国防長官ロバート・ゲーツ（左）に書を贈呈

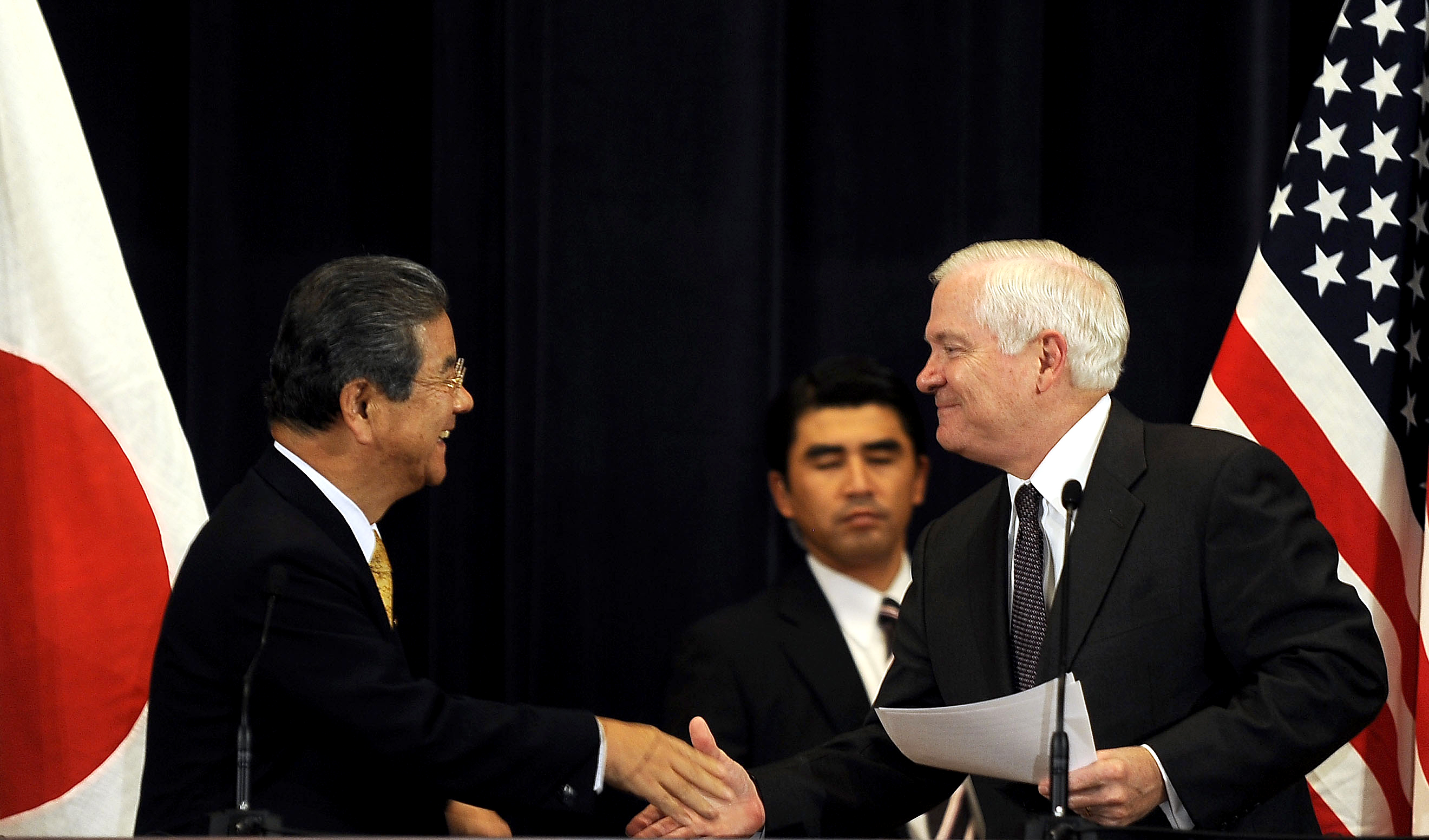
2009年10月21日、アメリカ合衆国国防長官ロバート・ゲーツ（右）と

2009年9月、鳩山由紀夫内閣で防衛大臣に就任し、初入閣を果たした。当初、防衛大臣には野田佳彦の起用が報じられていたが、民主党内では比較的保守色の強い野田の防衛相就任には、連立のパートナーである社会民主党や、民主党内の左派から反発を懸念する声が上がり、北澤の防衛相就任に落ち着いた。北澤は参議院外交防衛委員長を務めた他は外交・防衛関係のポストには縁がなく、就任は意外感をもって迎えられた。
防衛大臣就任後、自衛隊インド洋派遣による給油について早々に中止する考えを表明したため、防衛省事務方の警戒感は強まったものの、のちに首相鳩山由紀夫退陣の引き金を引く普天間基地移設問題では、沖縄県外や日本国外への移設を志向する鳩山や社会民主党党首福島瑞穂、国民新党代表亀井静香らに対し、閣内ではいち早く県外、国外移設は不可能との結論を出し、従来の名護市辺野古沖に移設する案への回帰を打ち出し、外務大臣岡田克也と共同歩調を取る。2010年4月20日には鳩山に対し、机を叩いて従来の辺野古への移設案の受け入れを迫ったと報じられた。
2010年4月29日から5月2日までの4日間「日印両国の防衛交流」を目的としインドを訪問。4月30日に国防大臣アントニーと会談し、その中で北澤とアントニーは国防費増大を続ける中国に対し透明化を求めていく考えで一致し、北朝鮮の核開発・ミサイル発射などについて懸念を表明した。北澤がアントニーに北朝鮮による日本人拉致問題の解決に協力を要請した際、アントニーは「日本の考えや立場を共有している。全面解決に向け協力していきたい」と述べ協力することを表明した。会談後、北澤は中国の軍備増強に対抗し、南西諸島への陸上自衛隊部隊配備を表明し、2011年度予算案に調査費を計上する考えを表明した。なお北澤は就任当初、日中関係への影響を懸念し、麻生内閣の防衛相浜田靖一の主導で検討された南西諸島への陸上自衛隊部隊配備を撤回する考えを示していた。

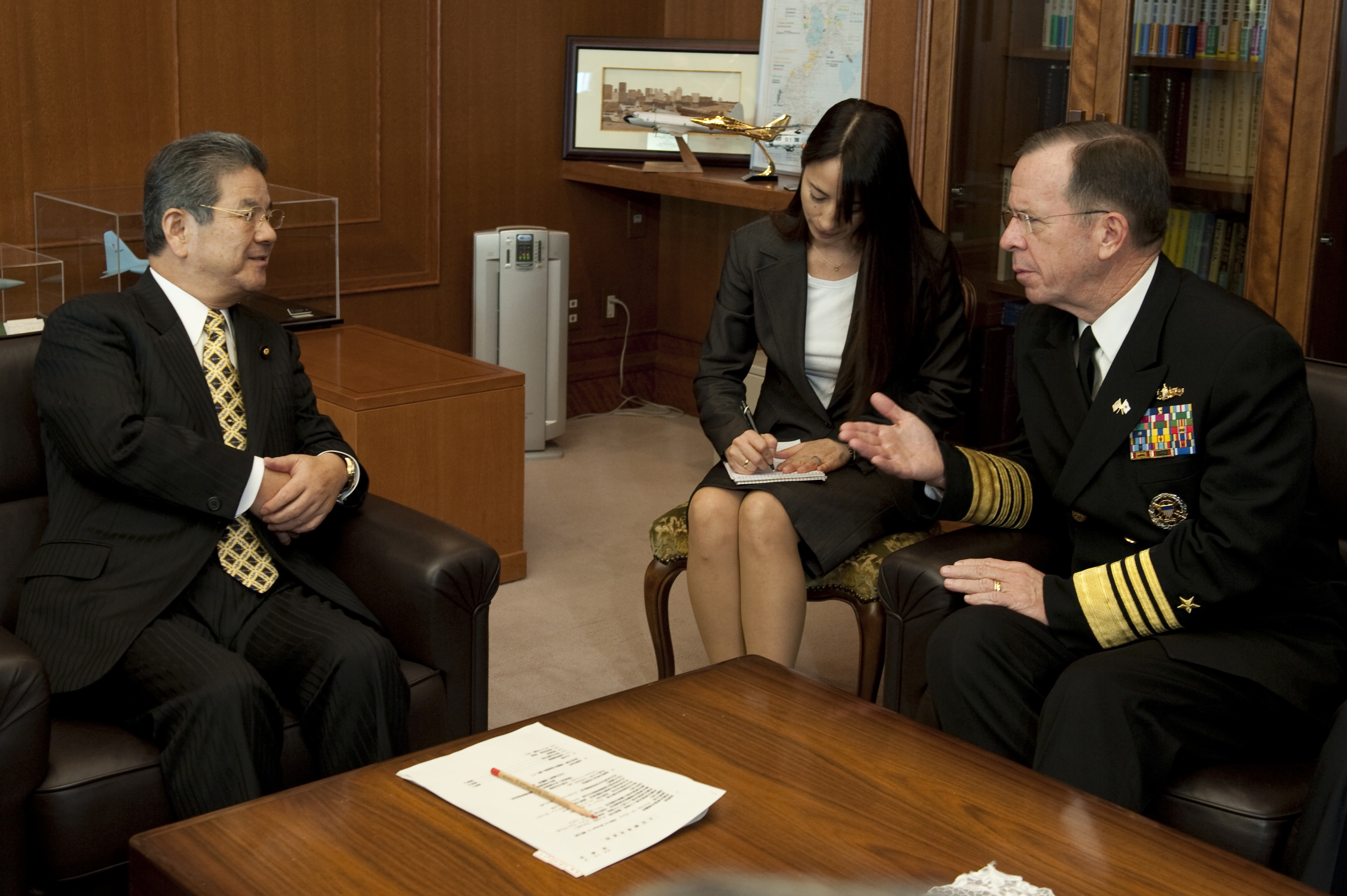
2010年12月9日、アメリカ合衆国統合参謀本部議長マイケル・マレン（右）と

鳩山の退陣に伴い、2010年6月に発足した菅内閣でも防衛大臣に再任された。同年7月、第22回参議院議員通常選挙で4選。9月の民主党代表選挙では、北澤も所属する政権戦略研究会（羽田グループ）は、羽田孜を中心に小沢一郎支持を打ち出したものの、菅内閣の閣僚である北澤は早々に菅直人の首相再選支持を表明し、対立候補である小沢の外交・安全保障政策を批判した。菅の再選を受け、一時は枝野幸男の後任の民主党幹事長への就任も取り沙汰されたが、菅第1次改造内閣でも防衛大臣に再任された。翌2011年1月の菅第2次改造内閣でも防衛大臣に留任し、2009年9月の鳩山内閣発足以来、同一の職に留まる唯一の閣僚となった。防衛大臣として安定感ある仕事ぶりに省内の評価も高く、留任を望む声が多かったという。
2010年末、菅らがたちあがれ日本に連立政権への参加を打診した際、当初は幹事長岡田克也が交渉の窓口であったが、連立協議が不首尾に終わると、菅は交渉役を岡田から北澤に切り替え、その結果たちあがれ日本から与謝野馨を単独で離党させ、菅第2次改造内閣で入閣させることに成功した。
2011年3月11日に発生した東日本大震災において、震災当日東京電力社長の清水正孝は自衛隊に対し輸送機での東京への移動を要請したが、北澤は被災者救援のための輸送を最優先すべきだとして拒否し、自衛隊の担当者が清水を乗せて飛び立っていた自衛隊機に名古屋へ引き返すよう命じた結果、清水は翌朝になって東京に到着した。3月14日災害派遣を決定。
同年9月2日、菅内閣総辞職に伴い防衛大臣を退任した。2009年の鳩山内閣発足以来、唯一同じ閣僚の職に留まり、連続在任記録は坂田道太防衛庁長官の746日に次ぐ第2位の717日であった（通算在任記録は防衛庁長官・防衛大臣の両方を経験した石破茂が坂田を上回るため、北澤は歴代第3位）。

### 野田内閣
次いで成立した野田内閣では入閣せず、民主党副代表・倫理委員長に就任。しかし後任の一川保夫が失言や指導力不足で批判を浴びると、2012年1月の内閣改造で再任も取りざたされたが、同じ参議院の実力者である参議院議員会長輿石東が反対したとも報じられ、実現しなかった。その後、参議院懲罰委員長に就任。

### その後
2013年8月、参議院副議長に就任した輿石の後任を決める会長選挙に立候補し24票を獲得するも、対立候補で33票獲得した郡司彰に敗れ、参議院議員会長に就任できなかった。
2016年夏に行われた第24回参議院議員通常選挙には立候補せず、政界引退を表明。尚、後任として杉尾秀哉が第24回参議院議員通常選挙に長野県選挙区から民主党公認での出馬を表明。
2016年11月3日に発令された秋の叙勲では、「防衛相として国政の枢機に参画した」として、旭日大綬章を受章。
2018年10月に長野県内の旧民進党系議員からなる地方政治団体「新政信州」が発足すると、代表に就任した。2020年より立憲民主党長野県連顧問。

## 政策・主張

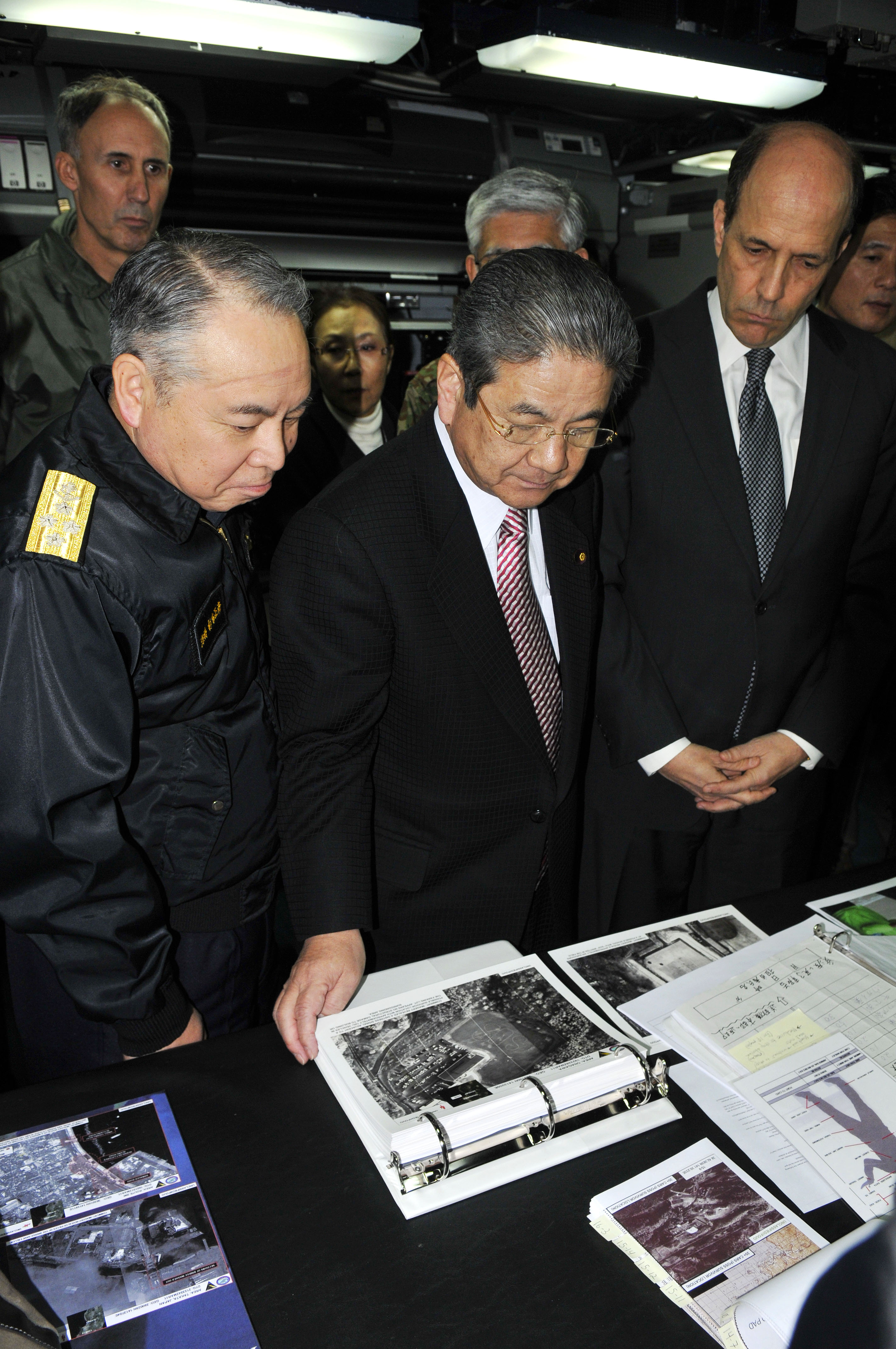
2011年4月4日、空母ロナルド・レーガンにて駐日アメリカ合衆国大使ジョン・ルース（右）、海上幕僚長杉本正彦（左）と。

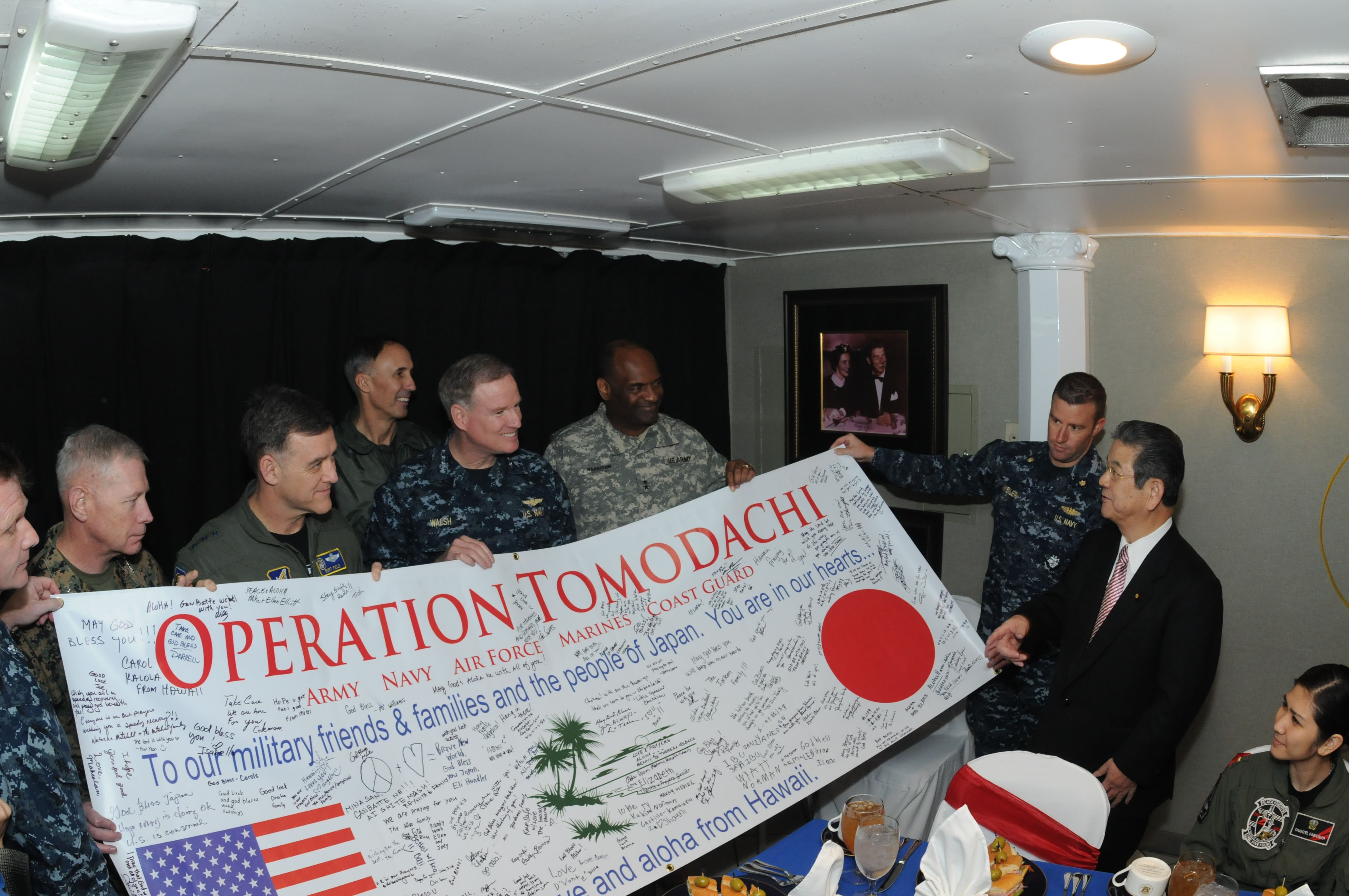
2011年4月4日、空母ロナルド・レーガンにてトモダチ作戦に参加するアメリカ合衆国軍兵士から「OPERATION TOMODACHI」と書かれた旗を贈られる

静岡空港
2003年、静岡空港建設反対の国会議員署名活動で署名者に加わっている。
防衛費の見直し
行政刷新会議の被服購入費について隊員の制服を海外調達などによる削減という結論に対して、防衛大臣として「軍服を海外に依存するなんて話は世界中で聞いたことがない」と国内調達を重要視する観点から述べた。また、いわゆる思いやり予算を見直すべきとの問題提起に対しても「相手のある問題だから、もう少し防衛省に任せてもらいたい」と苦言を呈している。
武器輸出三原則
2010年1月12日には日本防衛装備工業会の賀詞交換会にて「武器輸出三原則の基本的な考え方を見直していくべきだ」という趣旨の発言を行い、連立相手の社会民主党が反発、鳩山由紀夫首相がこれを否定する騒ぎとなった。
普天間基地移設問題
2009年11月2日の衆院予算委員会の質疑において、新進党在籍時の国会での首相橋本龍太郎に対する代表質問の中で沖縄県宜野湾市の普天間飛行場の移設計画をめぐり、辺野古への移設をはじめとする日米の政府間合意を「極めて現実的なプランである」「実現が遅れれば米国に不信感が生じ、日米関係に影を落とし、日米安保の土台が揺らぐ可能性がある」と述べていたことを自由民主党の町村信孝から指摘された。町村からの「現在もこのような認識を持っているか」との質問に対し、「危険を除去するという大きな観点で申し上げたことで、個々の処理について今と同じかと言われると、なかなか複雑なところがございます」と答弁した。
2010年4月8日の参院外交防衛委員会で、米軍普天間飛行場移設問題の地元交渉に自信はあるかとの佐藤正久の質問に対し「オリンピック招致やバイパス道路を造るのではなく、一般的にいえば迷惑な施設としての米軍の駐留地を建設する。大変な反対の中で犠牲を払ってやっていただくわけで、並大抵のことではない」「自信があるとかないの話ではない。覚悟の問題」と述べた。
元首相鳩山由紀夫が米軍普天間飛行場の県外移設を断念した理由として海兵隊の抑止力を挙げたのは「方便だった」と発言したことを受け、北澤は16日の衆院予算委員会で「私の人生の中でも一、二を争う衝撃的なことだった」と述べた。なお、この発言を受け自民・公明両党は鳩山の参考人招致を要求した。
外国人参政権
2010年2月9日の衆院予算委員会において、外国人参政権に賛成かとの高市早苗の質問に対し「地方参政権であれば、しかも、それは被選挙権を除いて選挙権だけということであれば、賛成をいたしたいと思う」と答えた。また高市の「在日韓国人・中国人は母国に対し国防義務を負っている。地方参政権といえど日本の安全保障に影響が出ることは皆無か」との質問に対し「私は世代が皆さん方より上でしてね。だから、在日の方々、あるいは中国から来た人達が、戦前戦中とどんなに酷い目に遭っていたか、いささか承知をしている」「法は法としてありますけれども、そういう意味での危険性はないというふうに思っている」と答えた。
日中関係
2010年7月25日、沖縄県与那国島への陸上自衛隊の配備について「アジア諸国と連携していく情勢のなかで、いたずらに隣国を刺激する政策はどうかと思う」と発言した。しかし、のちに一転して、南西諸島への陸上自衛隊部隊の配備に前向きな考えを表明した。
尖閣諸島中国漁船衝突事件
2010年11月11日、尖閣諸島中国漁船衝突映像流出事件の海上保安官が該当映像を流出させた件において、「きのう鈴木長官が動揺している姿はよく分かった。しかし、責任の所在は明らかにして、しかるべき責任を取っていくべきだ」と発言した。
自衛隊と政治的主張
2010年2月11日、10日から始まった日米共同訓練の開始にて、第44普通科連隊長の1等陸佐が「同盟というものは、外交や政治的な美辞麗句で維持されるものではなく、ましてや『信頼してくれ』などということばだけで維持されるものではない」と述べ、訓練の意義を強調したが、複数のメディアがこの発言が首相鳩山に対する批判にあたると問題視した。2010年3月3日の参議院予算委員会にて、この問題に対して脇雅史から質問を受けた北澤は、「それは国家の意思である政治や外交を否定するがごとき発言である、さらにまた総理の発言をやゆするような内容の発言があった」「現場の指揮官が日米の合同のスタートのところで批判するというのは、組織、ましてや実力を持った自衛官の指揮官としてはあるまじき行為」と批判した。防衛省は、この連隊長を文書注意処分としたのち、同年3月23日付で陸上自衛隊研究本部主任研究開発官とする事実上の更迭処分とした。
2010年3月11日、衆院安全保障委員会において自民党の中谷元が連隊長処分に関して「自衛隊員は国のために一生懸命頑張っている。彼の真意を忖度（そんたく）してあげてもらいたい」と発言したのに対し、「私は、各施設を視察する中で、自衛隊員に対する愛情は日々深まっております。信頼もいたしております」と述べた上で、「服従の誇りというものを大事にして、組織を大切にする」「自衛隊を賛美して甘えの構造をつくることが最も危険だ。自衛隊が頑張っているからすべてがいいとなれば政治の存在がなくなる。昭和の陸海軍の歴史でも明らかだ」と答弁した。
民間人への言論封殺との指摘
2010年11月3日に航空自衛隊入間基地（埼玉県狭山市）が開いた航空祭で自衛隊を後援する民間団体「航友会」会長の荻野光男（元陸軍パイロット）が挨拶の中で「菅政権をぶっつぶしましょう」と発言したことを伝え聞いて、北澤ら政務三役が激怒し、平成22年4月4日付けで事務次官通達防官文第4206号 を行った。この通達では、発言を自衛隊法などの「政治的行為の制限」違反との誤解を招く「極めて不適切な発言」と断じた上で（1）政治的行為と誤解されることを行わないよう参加団体に要請（2）誤解を招く恐れがある場合は参加を控えさせる－などの対応策を指示している。これを受け荻野は当初「組織に迷惑はかけられない」と今後の行事では政権批判を自粛する考えを示したものの、その後の夕刊フジの取材で「自民党政権時代から、自衛隊や政治に苦言を呈してきたが、今回突然、民主党政権が言論封殺に出てきた。民主党は『言論の自由』を奪い、日本をつぶす気なのか」と述べている。
2010年11月22日の参議院予算委員会で、北澤はこの通達について「言論封殺とは全く考えていない」と答弁し通達撤回を否定した。11月26日の衆議院予算委員会で自民党の世耕弘成は、民間人に対する言論統制と取られかねない通達の運用例があると指摘し、具体的には11月25日に埼玉県で開かれた退職自衛官の就職支援団体の会合において、過去の会合で民主党政権を批判する発言を行った民間人に挨拶させないよう自衛隊側が要請し、挨拶に立つ別の民間人には「発言に気を付けるように」と求めていたとして、通達の撤回を求めた。これに対し北澤は、自衛隊員には政治的中立性を保つための自衛隊法上の規制があるとし、「周知徹底するためにどうしても必要な通達だ」と強調した。
11月18日、この通達に関する参議院予算委員会の質疑で内閣官房長官仙谷由人が自衛隊を「暴力装置」と発言したことに対し、北澤は「誠に残念なことだ」と述べた。
なお先出の防官文第4206号通達は2012年12月26日に発足した自由民主党第2次安倍内閣の防衛大臣・小野寺五典が2013年2月19日付をもって廃止した。
憲法9条と集団的自衛権
集団的自衛権の行使については、基本的に個別的自衛権でカバーできるとして否定的な考えを示す一方、もし行使を容認するならば解釈変更ではなく、正面から憲法改正すべきと主張した。一方、憲法9条の改正については、自衛隊を中途半端な位置づけにしておくのは好ましくないとの立場から、「最低限の軍事力の保有」といった形で自衛隊の存在を書き込むべきとした。

## エピソード

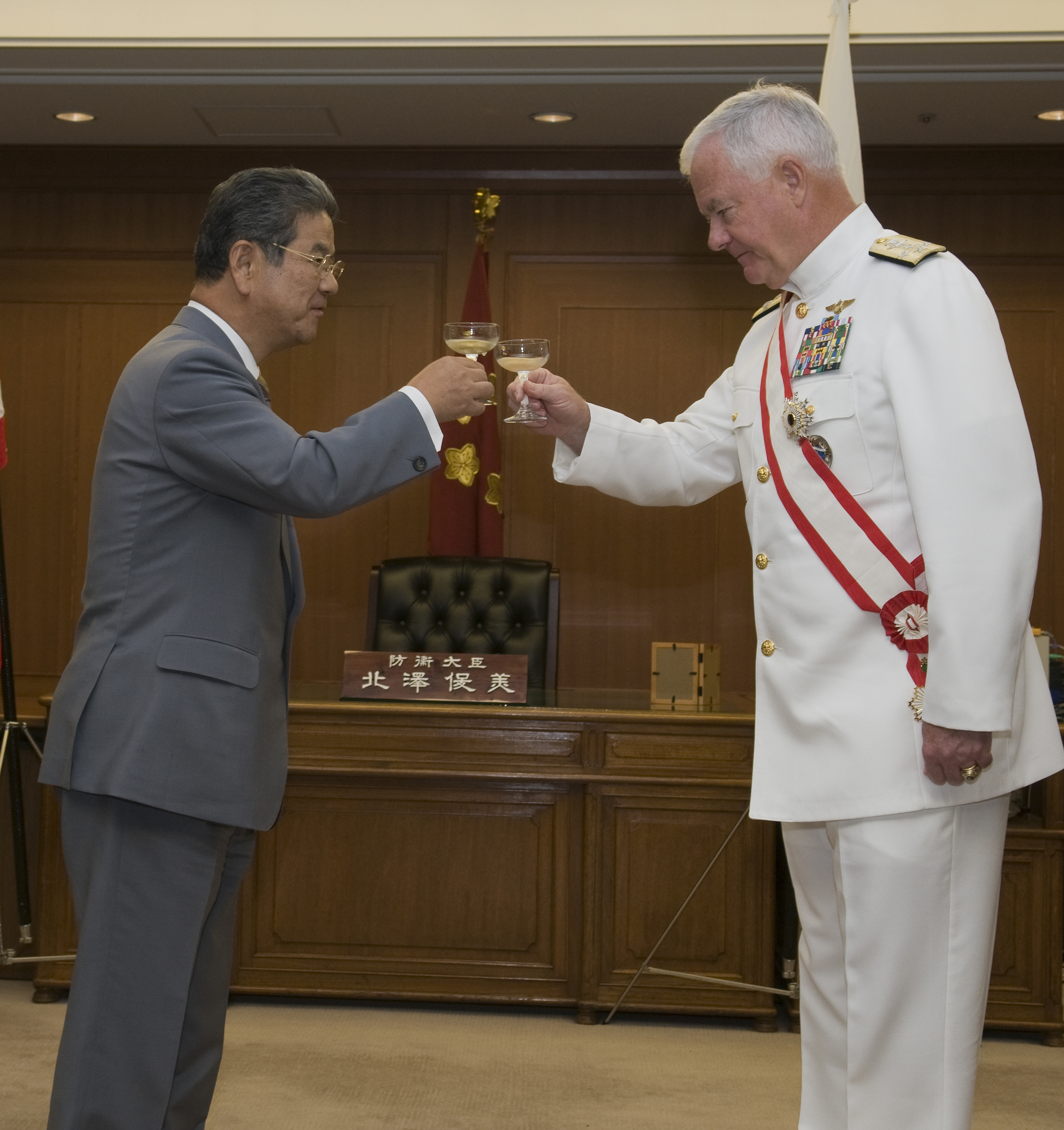
2009年9月29日、アメリカ合衆国太平洋軍司令官ティモシー・キーティング（右）に旭日大綬章を伝達

- 2009年1月26日、両院協議会議長にクジ引きで当選したことに対し「人生最高の瞬間でした」とコメントした[36]。
- 鳩山内閣にて防衛大臣に就任した際、首相官邸で行われた初の閣僚記者会見で国旗に一礼せず登壇・降壇したため、潮匡人から「防衛大臣が国旗に一礼しないとは何事か」と批判された。菅内閣発足時の首相官邸での就任記者会見では、北澤を含む全閣僚が国旗に対して一礼してから登壇した[37]。
- 菅直人からの信頼が特に厚いことで知られる。1998年に菅代表の下、参議院国会対策委員長として国会対策を取り仕切った経験から、菅は北澤を「私の家庭教師」と仰いでいるという。
- 同じ長野県選出の羽田孜を師と仰いでおり、自民党、新生党、新進党、太陽党、民政党、民主党と常に行動を共にしている。現在も民主党内で羽田グループに所属している。ただし、2010年9月民主党代表選挙では小沢一郎を支持した羽田らに対し、菅内閣の閣僚として菅の再選を支持した。

## 所属団体・議員連盟
- 憲法調査推進議員連盟
- 国土開発幹線自動車道建設会議（委員）
- 自然エネルギー推進議員連盟
- 天皇陛下御即位二十年奉祝国会議員連盟

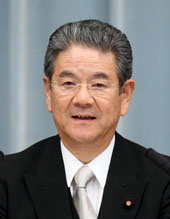
内閣広報室より公表された肖像(2009年 撮影)

- 北京オリンピックを支援する議員の会（幹事）
- 民主党日中経済交流促進議員連盟
- リニア中央エクスプレス建設促進国会議員連盟